# Tibet (dibujante)
Gilbert Gascard , conocido artísticamente como Tibet (Marsella, 29 de octubre de 1931 - Roquebrune-sur-Argens, 2 de enero de 2010) fue un autor de cómics belga, que desarrolló su talento tanto en el dibujo humorístico como el realista. Algunos de sus personajes y series más conocidas son: Ric Hochet (1955) y Chick Bill (1956) También trabajó como caricaturista en la revista Tintin.

## Biografía
Gilbert Gascard nació en Marsella el 29 de octubre del 1931, era el tercero de cuatro hermanos y a la edad de cuatro años se fue a vivir a Bélgica, la infancia y la preadolescencia estuvieron marcados por la delicada salud de su madre que murió en 1950. Comenzó su carrera como ayudante de animación a los estudios Tenas de Louis Saintels y de Rali, de Louis Livain en estos estudios conoce a Andre-Paul Duchâteau. Poco tiempo después trabajó para Heroic Albums, donde hizo diversas ilustraciones y la serie policiaca Dave O'Flynn, con dibujo realista. Posteriormente trabajó para la revista Tintin donde después de hacer diversas series menores, comenzó con las series que le darían fama Ric Hochet (1955) y Chic Bill (1956). Ric Hochet, con guiones de Andre-Paul Duchâteau se publicaron 77 álbumes hasta la muerte del autor.
Murió a principios de 2010 a los 78 años.